# Maison à Ogar
Ogar, en Serbie, possède une maison (en serbe cyrillique : Кућа у Огару ; en serbe latin : Kuća u Ogaru), construite à la fin du XVIIIe siècle. En raison de son importance architecturale, elle est inscrite sur la liste des monuments culturels d'importance exceptionnelle de la république de Serbie (identifiant no SK 1032).

## Présentation

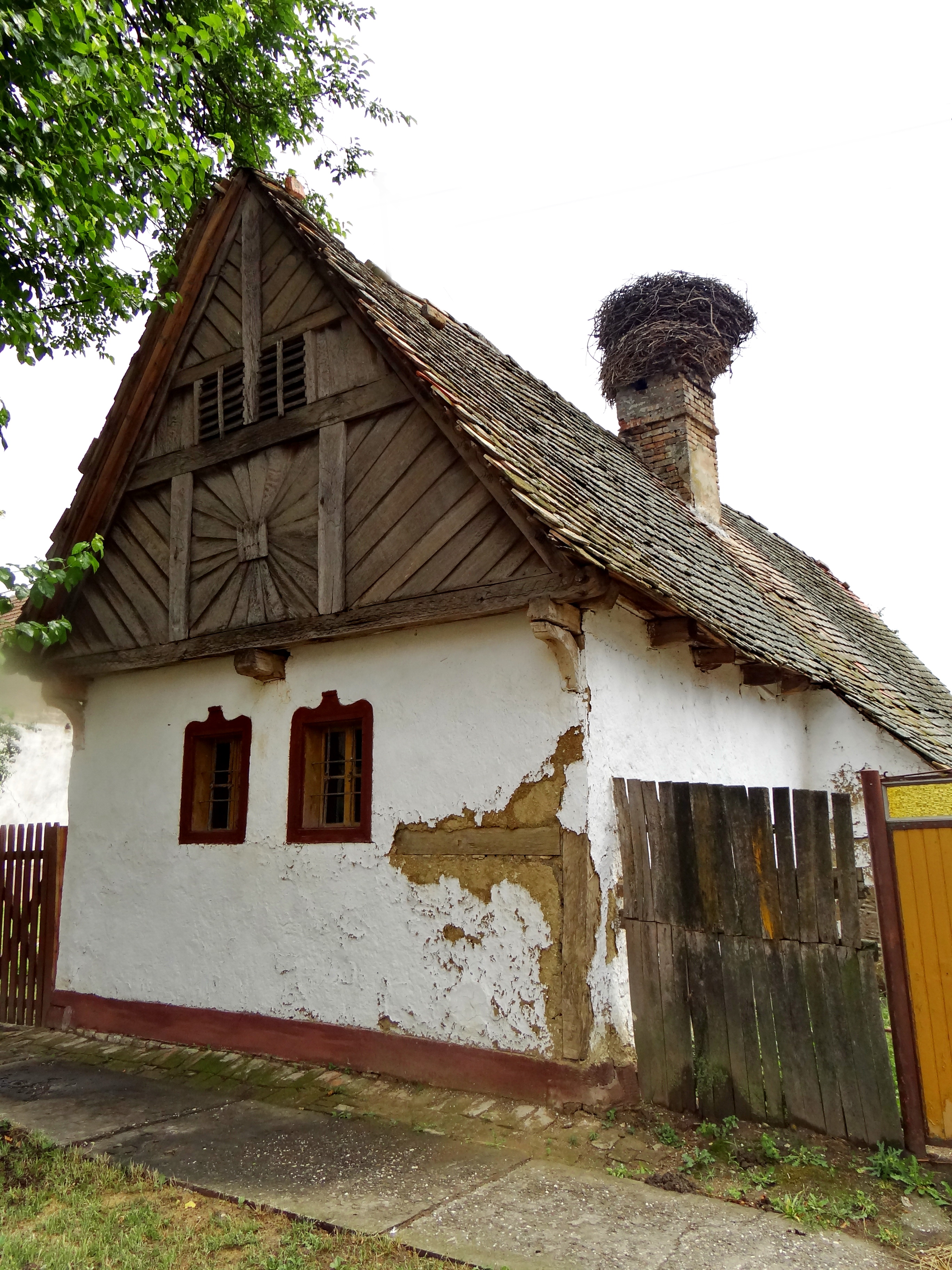
Autre vue de la maison

La maison, située au no 29 Šumska à Ogar, remonte sans doute à la fin du XVIIIe siècle. Elle a été construite sur des fondations en chêne, avec des murs à colombages en acacia remplis avec un mortier à base de boue et un toit doublé de tuiles plates. De plan rectangulaire, l'un de ses côtés les plus étroits donne sur la rue, tandis que les façades les plus allongées avancent dans le jardin ; sur la rue, le toit présente un pignon en bois avec des poutres sculptées. L'une des façades latérales est ornée d'un porche central décoré par deux piliers. L'intérieur est constitué de trois parties : une pièce centrale servant de cuisine et deux autres pièces de part et d'autre de la cuisine, l'une servant de chambre, l'autre de salle de séjour. 
La maison d'Ogar, avec son porche et sa cuisine sans kućer, constitue une variante des maisons à trois pièces que l'on trouve traditionnellement à cette époque dans la plaine de Syrmie.